# Matwiej Szaposznikow
Matwiej Kuźmicz Szaposznikow (ros. Матвей Кузьмич Шапошников, ur. 16 listopada?/29 listopada 1906 we wsi Aleksiejewka w guberni woroneskiej, zm. 25 czerwca 1994 w Rostowie nad Donem) – radziecki dowódca wojskowy, generał porucznik, Bohater Związku Radzieckiego (1944).

## Życiorys
Urodził się w ukraińskiej rodzinie chłopskiej. Do 1920 uczył się w szkole średniej, pracował w kopalni „Kommunar” w Krzywym Rogu, we wrześniu 1928 wstąpił do Armii Czerwonej, w kwietniu 1931 ukończył szkołę piechoty w Odessie i został dowódcą plutonu w Ukraińskim Okręgu Wojskowym. Od 1930 należał do WKP(b), w listopadzie 1932 został dowódcą kompanii, 1940 ukończył Wojskową Akademię im. Frunzego i w lutym 1940 został starszym pomocnikiem szefa wydziału operacyjnego sztabu 9 Armii, na tym stanowisku wziął udział w wojnie z Finlandią. Od kwietnia 1940 był pomocnikiem szefa Wydziału I Informacyjno-Operacyjnego, później starszym pomocnikiem szefa oddziału Wydziału Operacyjnego Sztabu Generalnego Armii Czerwonej, a w czerwcu 1941 szefem Wydziału Operacyjnego 37 Dywizji Piechoty 15 Korpusu Zmechanizowanego Kijowskiego Specjalnego Okręgu Wojskowego. Po ataku Niemiec na ZSRR brał udział w walkach na Froncie Południowo-Zachodnim, m.in. na linii Dubno – Łuck – Brody, w kijowskiej operacji obronnej i humańskiej operacji obronnej, w sierpniu 1941 został szefem wydziału operacyjnego sztabu 10 Dywizji Pancernej, a od października 1941 do kwietnia 1942 był szefem sztabu 133 Brygady Pancernej Frontu Południowo-Zachodniego. Następnie był szefem wydziału operacyjnego sztabu 22 Korpusu Pancernego 38 Armii Frontu Południowego i 5 Armii Pancernej Frontu Stalingradzkiego, uczestniczył w walkach obronnych w Donbasie i w bitwie pod Stalingradem, w październiku 1942 został szefem sztabu 5 Korpusu Zmechanizowanego 5 Armii Pancernej Frontu Południowo-Zachodniego. Od kwietnia do listopada 1943 dowodził 178 Brygadą Pancerną 10 Korpusu Pancernego 49 Armii Frontu Woroneskiego, brał udział w bitwie pod Kurskiem i operacji biełgorodzko-charkowskiej, w której dowodzona przez niego brygada wraz z innymi jednostkami wyzwoliła miasta Sławhorod i Trościaniec, a 21 września 1943 zajęła Perejasław.
W nocy na 24 września 1943 wyróżnił się w bitwie o Dniepr. W listopadzie 1943 został zastępcą dowódcy, a w lutym 1944 dowódcą 10 Korpusu Pancernego 3 Frontu Nadbałtyckiego, 2 lipca 1944 otrzymał stopień generała majora wojsk pancernych, uczestniczył w wielu operacjach nad Bałtykiem, w listopadzie 1944 został zastępcą dowódcy 1 Korpusu Zmechanizowanego Gwardii 3 Frontu Ukraińskiego. Brał udział w operacji budapesztańskiej i w walkach nad Balatonem oraz operacji wiedeńskiej, kończąc swój udział w wojnie w austriackich Alpach, gdzie spotkał się z oddziałami aliantów zachodnich. Uczestniczył w Paradzie Zwycięstwa na Placu Czerwonym 24 czerwca 1945. Od lutego do grudnia 1946 dowodził 26 Dywizją Zmechanizowaną, w 1949 ukończył Wyższą Akademię Wojskową im. Woroszyłowa, od stycznia 1949 do marca 1950 był zastępcą dowódcy 3 Samodzielnej Dywizji Pancernej Gwardii w Grupie Wojsk Radzieckich w Niemczech, od marca do grudnia 1950 był pomocnikiem dowódcy 3 Armii Zmechanizowanej Gwardii, następnie szefem sztabu 2 Armii Zmechanizowanej Gwardii tamże. Od grudnia 1952 do stycznia 1955 był zastępcą szefa sztabu wojsk pancernych i zmechanizowanych Armii Radzieckiej, od stycznia 1955 do maja 1956 I zastępcą dowódcy 3 Armii Zmechanizowanej, następnie dowódcą 2 Armii Zmechanizowanej w Północnokaukaskim Okręgu Wojskowym, w 1955 otrzymał rangę generała porucznika. Podczas protestu robotniczego w Nowoczerkasku w czerwcu 1962 odmówił wykonania rozkazu strzelania do protestujących robotników, później próbował nagłośnić sprawę tego protestu, który władze ZSRR usiłowały zatuszować. W czerwcu 1966 został przeniesiony do rezerwy, a w styczniu 1967 wykluczony z partii. Później KGB prowadził przeciw niemu sprawę o  prowadzenie „antyradzieckiej propagandy”; został zrehabilitowany i przywrócony w prawach członka partii w 1988. Został pochowany na cmentarzu północnym w Rostowie nad Donem.

## Odznaczenia
- Złota Gwiazda Bohatera Związku Radzieckiego (10 stycznia 1944[2])
- Order Lenina (dwukrotnie)
- Order Czerwonego Sztandaru (trzykrotnie)
- Order Bohdana Chmielnickiego II klasy
- Order Czerwonej Gwiazdy (trzykrotnie)

I medale.